# Бурон
Бурон (ісп. Burón) — муніципалітет в Іспанії, у складі автономної спільноти Кастилія-і-Леон, у провінції Леон. Населення — 358 осіб (2010).
Муніципалітет розташований на відстані близько 310 км на північ від Мадрида, 65 км на північний схід від Леона.
На території муніципалітету розташовані такі населені пункти: (дані про населення за 2010 рік)
- Бурон: 86 осіб
- Касасуертес: 34 особи
- Куенабрес: 26 осіб
- Ларіо: 86 осіб
- Польворедо: 53 особи
- Ретуерто: 21 особа
- Вегасернеха: 52 особи

## Демографія
Динаміка населення (INE ):